# Zweiter Österreichischer Sachstandsbericht zum Klimawandel

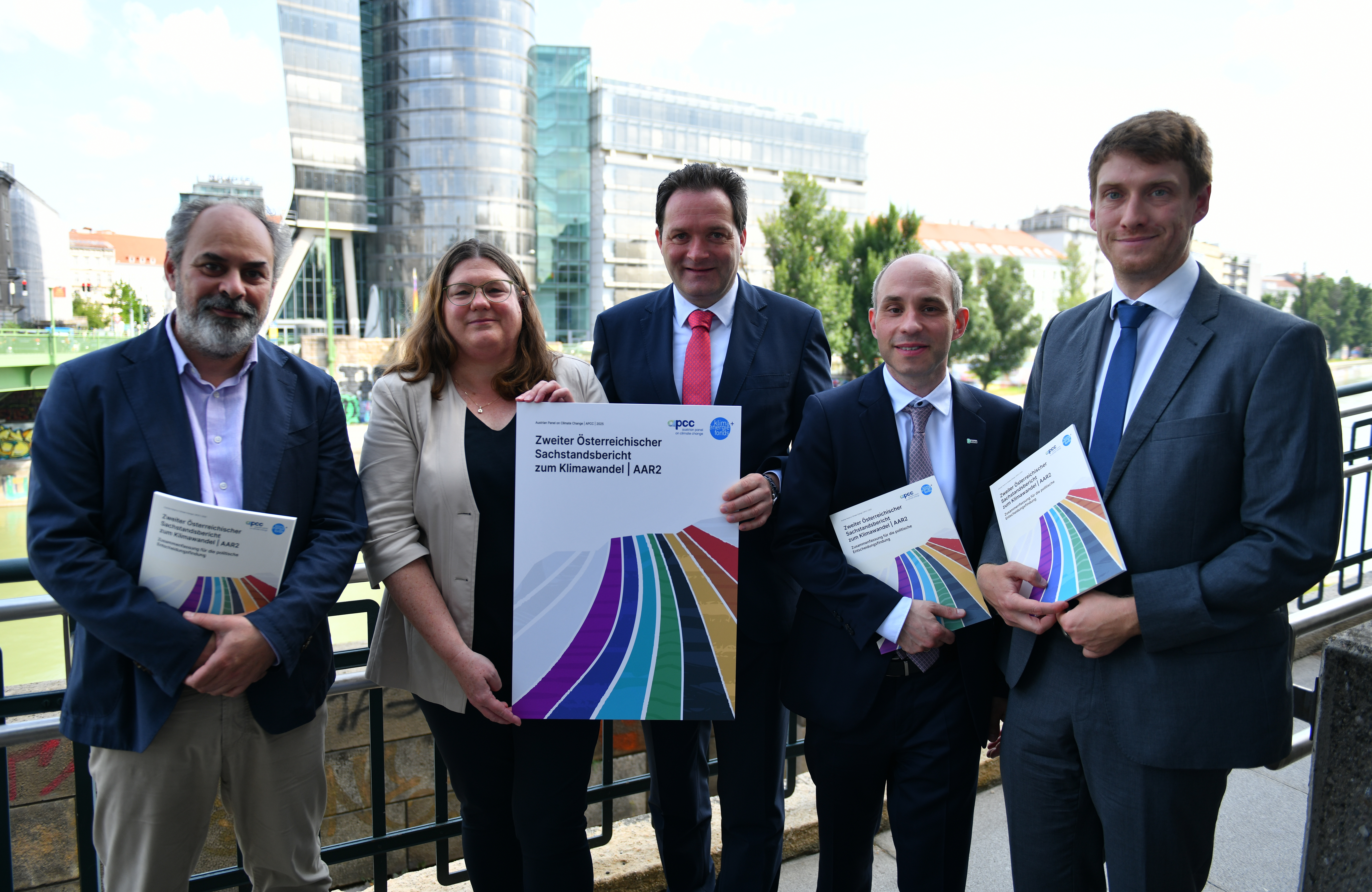
Die Vorsitzenden des Berichts Huppmann, Keiler, Riahi und Rieder mit Minister Totschnig bei der Veröffentlichung im Juni 2025

Der Zweite Österreichische Sachstandsbericht zum Klimawandel (englisch Second Austrian Assessment Report on Climate Change, AAR2; auch Österreichischer Klimabericht) des Austrian Panel on Climate Change (APCC) des Climate Change Centre Austria (CCCA) ist eine systematische Übersichtsarbeit zum Forschungsstand der Klimaforschung in Bezug auf die Auswirkungen auf Österreich. Der Bericht ist angelehnt an die Sachstandsberichte des Intergovernmental Panel on Climate Change, der erste Bericht wurde 2014 veröffentlicht. Der Sachstandsbericht des APCC fasst auf mehreren Hundert Seiten den aktuellen wissenschaftlichen Kenntnisstand zur globalen Erwärmung (Klimawandel), ihren Folgen für Österreich, Klimaschutz und mögliche Anpassungsstrategien an die globale Erwärmung für Österreich zusammen.
Der AAR2 wurde am 17. Juni 2025 in Wien veröffentlicht. Verfasst wurde er von rund 200 Autoren, die über mehrere Jahre mehr als 5000 wissenschaftliche Artikel, Manuskripte und Studien auswerteten und in einem mehrstufigen Peer-Review-Verfahren über 4000 Kommentare von über 150 externen Gutachtern berücksichtigten.

## Hintergrund
In Anlehnung an das Intergovernmental Panel on Climate Change (IPCC) wurde 2014 in Trägerschaft des CCCA das Austrian Panel on Climate Change (APCC) eingerichtet. Dieses gab 2014 den ersten Österreichischen Sachstandsbericht zum Klimawandel (AAR14) heraus.
Am 7. Juli 2022 veröffentlichte das APCC die Liste der Hauptautoren des Zweiten Österreichischen Sachstandsberichts. Die Ko-Vorsitzenden des Berichts sind Daniel Huppmann, Margreth Keiler, Keywan Riahi und Harald Rieder.
Insgesamt ist der komplette Bericht ca. 800 Seiten lang. Für das Schreiben des Berichtes wurden von den ca. 200 Autoren mehr als 5000 wissenschaftliche Artikel, Manuskripte und im Web of Science aufgeführte Studien gesichtet, die seit Veröffentlichung des Ersten Sachstandsberichtes im Jahr 2014 publiziert wurden.
Gefördert wurde der Report über den Klima- und Energiefonds aus Mitteln des Klimaministeriums.
Der AAR2 spricht, analog zu den IPCC-Berichten, keine expliziten politischen Empfehlungen aus. Vielmehr werden unterschiedliche Optionen zur Reduktion von Treibhausgasemissionen sowie zur Anpassung an die Folgen des Klimawandels dargestellt und gegenübergestellt. Besonderes Augenmerk gilt dabei möglichen Synergien und Zielkonflikten zwischen Klimaschutz- und Anpassungsmaßnahmen einerseits und anderen gesellschaftlichen Zielen, insbesondere den Zielen für nachhaltige Entwicklung (Sustainable Development Goals, SDGs), andererseits.

## Struktur
Der österreichische Sachstandsbericht folgt der Struktur des Weltklimarats. Dabei werden die Beteiligten in folgende Gruppen eingeteilt:
- Vorsitzende (Co-Chairs)
- Koordinierende Leitautoren (Coordinating Lead Authors, CLA)
- Leitautoren (Lead Authors, LA)
- Mitwirkende Autoren (Contributing Authors, CA)
- Review-Editoren (RE)
- Externe Reviewer
- Technical Support Unit (TSU)
- Chapter Scientists (CS)

## Kapitel
Der Bericht ist in folgende acht Kapitel unterteilt:
- Kapitel 1: Physikalische und ökologische Erscheinungsformen des Klimawandels in Österreich
- Kapitel 2: Klimawandel, Landnutzung, Ökosystemleistungen und Gesundheit
- Kapitel 3: Gebaute Umwelt und Mobilität
- Kapitel 4: Bereitstellung von Gütern und Dienstleistungen in einer klimaresilienten Wirtschaft über Material, Energie und Arbeit
- Kapitel 5: Steuerung von Veränderungen auf der Nachfrageseite zur Erreichung von Netto-Null durch menschliche Entscheidungen und Verhalten
- Kapitel 6: Klimagovernance: Politische, rechtliche, wirtschaftliche und gesellschaftliche Aspekte
- Kapitel 7: Die österreichischen Alpen als multidimensionaler Schwerpunktraum
- Kapitel 8: Transformationspfade

## Zusammenfassung für die politische Entscheidungsfindung
Zusätzlich zum Hauptbericht wurde auch eine Zusammenfassung für die politische Entscheidungsfindung (SPM, englisch Summary for Policymakers) veröffentlicht. Diese ist nach folgenden fünf politikrelevanten Leitfragen gegliedert:
- A. Ist Österreich auf Kurs zur Klimaneutralität?
- B. Wie wirkt sich die Erderhitzung in Österreich aus?
- C. Welche Optionen stehen zur Vermeidung von Emissionen zur Verfügung?
- D. Wie kann Österreich die Emissionsreduktionsziele erreichen?
- E. Welche Politikmaßnahmen können effektive und gerechte sozial ausgewogene Klima-Governance unterstützen?

Die wissenschaftliche Grundlage für die in der „Zusammenfassung für die politische Entscheidungsfindung“ dargestellten Aussagen im Zweiten Österreichischen Sachstandsbericht zum Klimawandel (AAR2) ergibt sich aus der Synthese der acht Fachkapitel des Hauptberichts. Angelehnt an die kalibrierte Sprache des Weltklimarats (IPCC) in den Weltklimaberichten wird jeder Aussage ein Konfidenzniveau zugewiesen. Dieses gibt Aufschluss über die Stärke und Reichweite der zugrunde liegenden wissenschaftlichen Evidenz sowie den Grad der Übereinstimmung innerhalb der Fachliteratur.

### Kernaussagen aus der Zusammenfassung für politische Entscheidungsfindung (Auszug)

#### A. Ist Österreich auf Kurs zur Klimaneutralität? Aktuelle und künftige Treibhausgasemissionen
Dieser Abschnitt der Zusammenfassung enthält 18 Kernaussagen. Folgend findet sich ein Auszug jener Aussagen:
- A.1: „Die Treibhausgasemissionen in Österreich sind in den Jahren 2022 und 2023 deutlich gesunken. Diese Entwicklung ist größtenteils auf klimapolitische Maßnahmen sowie auf den Anstieg der Energiepreise in Vorbereitung auf und während des russischen Angriffskriegs gegen die Ukraine zurückzuführen.“

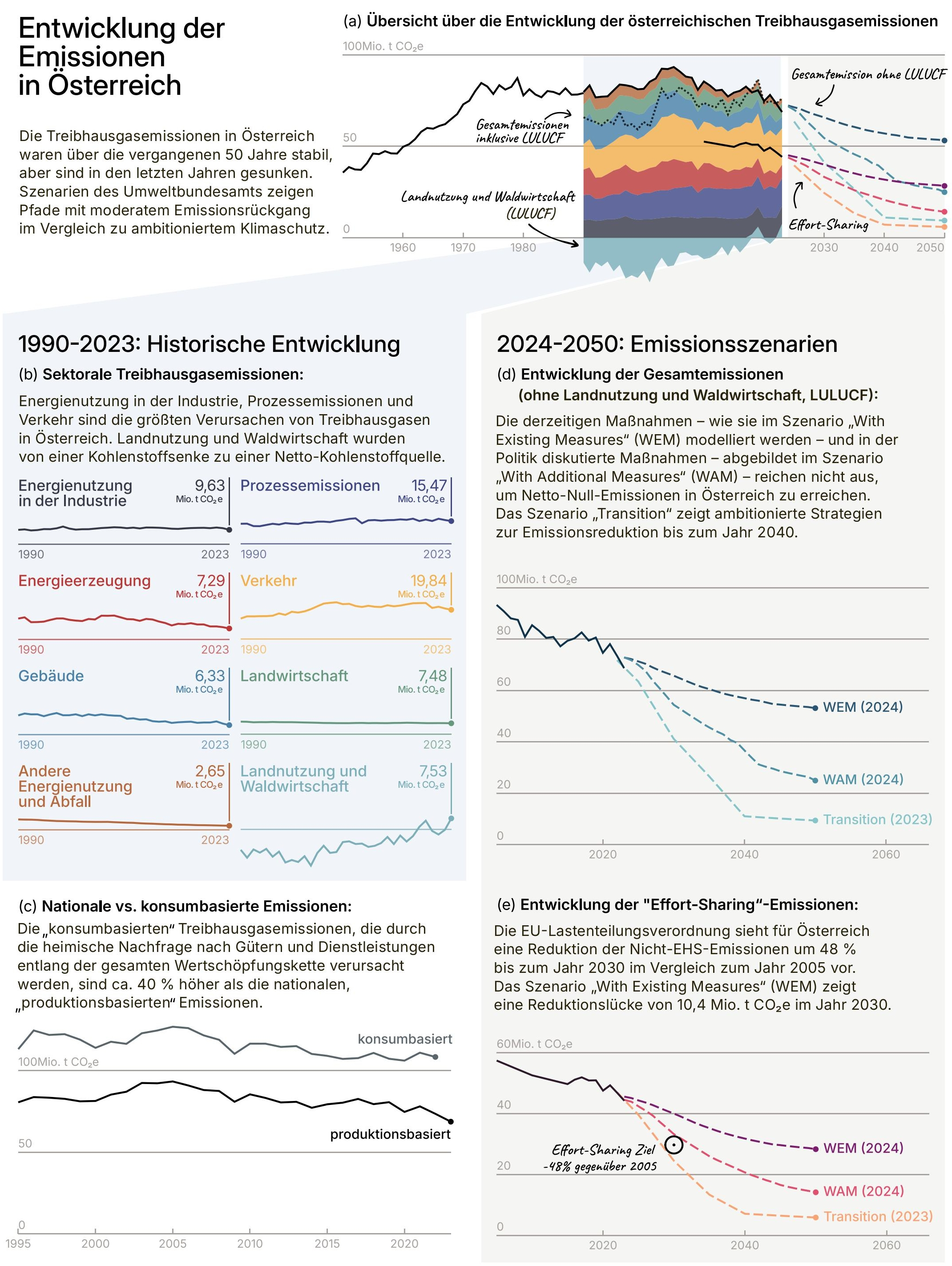
Entwicklung der Treibhausgasemissionen in Österreich (Abbildung SPM.1)

- Entwicklung der Treibhausgasemissionen in Österreich (Abbildung SPM.1)A.3: „Die Klima-Governance in Österreich umfasst viele verschiedene Instrumente für eine wirksame Senkung der Treibhausgasemissionen. Allerdings reichen die derzeit umgesetzten und vorgeschlagenen Maßnahmen nicht aus, um die Reduktionsziele bis zur Mitte des Jahrhunderts in Übereinstimmung mit dem österreichischen Beitrag zum Pariser Abkommen zu erreichen.“ (Abbildung SPM.1)
- A.5: „Österreichs verbleibendes Kohlenstoff-Budget, das sich aus den Zielen des Pariser Abkommens einer Stabilisierung des Anstiegs der globalen Durchschnittstemperatur nahe bei 1,5 °C bzw. deutlich unter 2 °C ergibt, ist beinahe ausgeschöpft. Bei Berücksichtigung verschiedener Konzepte der historischen Verantwortung oder der Leistungsfähigkeit ist das für Österreich berechnete Kohlenstoff-Budget bereits überschritten.“
- A.6: „Das österreichische Energiesystem basiert überwiegend auf fossilen Energieträgern und ist daher ein wesentlicher Verursacher von Treibhausgasemissionen.“
- A.7: „Der Sektor Industrie und produzierendes Gewerbe ist besonders emissionsintensiv: Im Jahr 2023 betrug der Anteil dieses Sektors am Bruttoinlandsprodukt (BIP) 16 %, der Anteil an den Treibhausgasemissionen hingegen 39 % (25,1 Mio. t CO₂e).“
- A.12: „Die Berücksichtigung von produktionsbasierten und konsumbasierten Emissionen verhindert unerwünschte klimapolitische Auswirkungen wie eine Verlagerung von Emissionen in andere Länder.“
- A.17: „Die Anpassungsbemühungen in Österreich sind in Umfang, Ausrichtung und Tempo unzureichend, um den zunehmenden Klimarisiken zu begegnen.“

B. Wie wirkt sich die Erderhitzung in Österreich aus? Klimafolgen, Risiken und Anpassungsstrategien
Dieser Abschnitt der Zusammenfassung enthält 39 Kernaussagen. Folgend findet sich ein Auszug jener Aussagen:

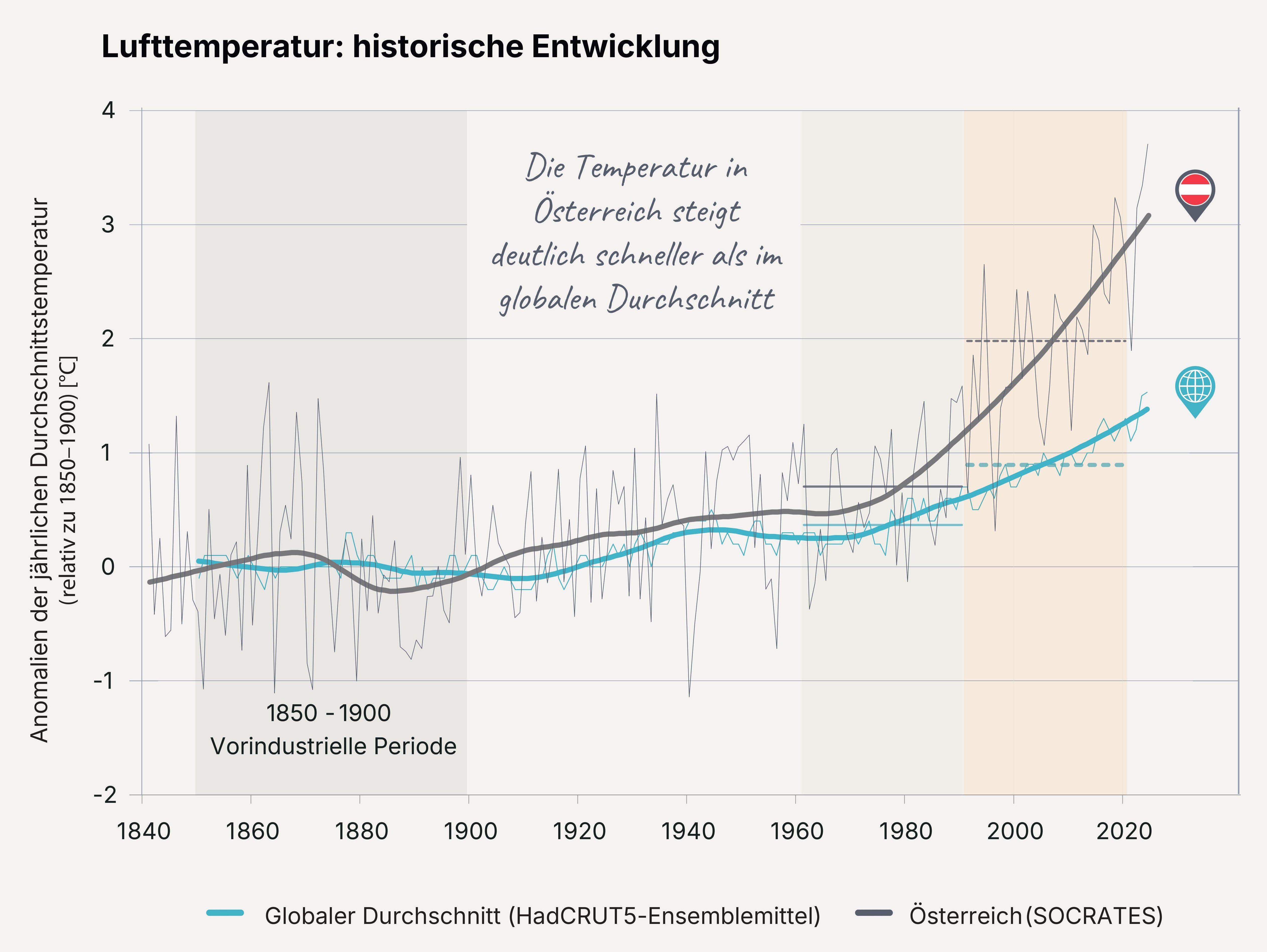
Anomalien der mittleren jährlichen Lufttemperatur vom vorindustriellen Niveau (Abbildung SPM.2)

- Anomalien der mittleren jährlichen Lufttemperatur vom vorindustriellen Niveau (Abbildung SPM.2)B.1: „In Österreich ist sowohl bei den mittleren als auch bei den extremen Temperaturen ein Anstieg nachweisbar. Besonders seit den 1980er Jahren hat sich diese Temperaturzunahme beschleunigt.“ (Abbildung SPM.2)

Extremereignisse in Österreich (Abbildung SPM.3)

- Extremereignisse in Österreich (Abbildung SPM.3)B.3: „Alle verfügbaren Klimaprojektionen zeigen mindestens bis zur Mitte des 21. Jahrhunderts einen weiteren Anstieg der globalen und regionalen Durchschnittstemperaturen. In Österreich wird dieser Anstieg stärker ausfallen als im globalen Durchschnitt, da sich Landoberflächen schneller als Ozeane aufheizen. Hitzeextreme werden sich verstärken und hohe Temperaturen werden häufiger auftreten.“ (Abbildung SPM.3)
- B.12: „Der Klimawandel verändert die Artenzusammensetzung von Ökosystemen, weil sich Verbreitungsgebiete von Arten in höhere Lagen verschieben, kälteangepasste Arten durch wärmeangepasste Arten ersetzt werden und sich die Auswirkungen anderer Stressfaktoren (wie z. B. Intensivierung der Landwirtschaft) in sensiblen Ökosystemen wie Feuchtgebieten, Grünland und Wäldern verstärken.“

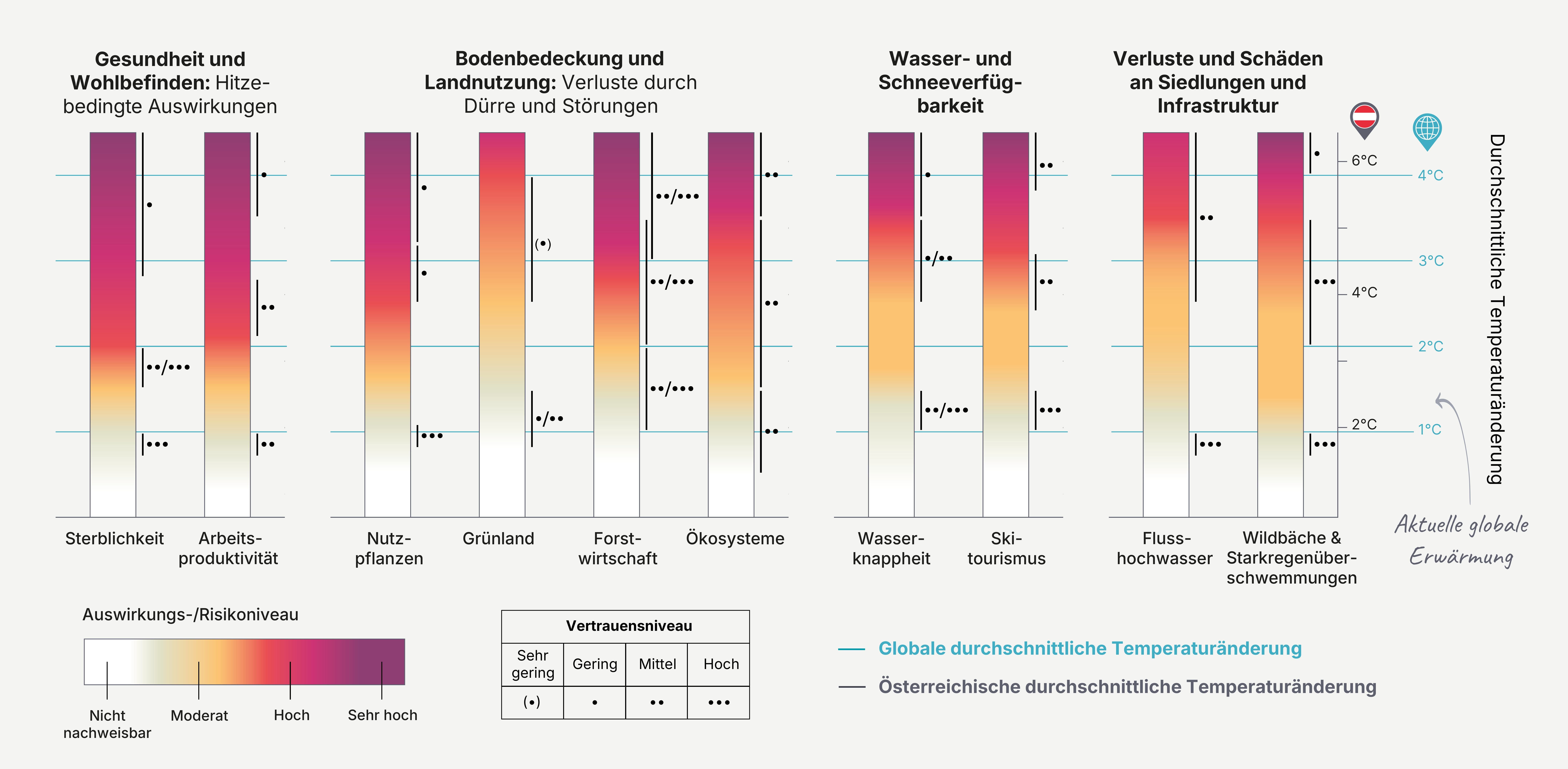
Burning-Embers-Diagramm zu ausgewählten Schlüsselrisiken für Österreich, nach gefährdeten Sektoren bzw. Systemen gruppiert (Abbildung SPM.5)

- Burning-Embers-Diagramm zu ausgewählten Schlüsselrisiken für Österreich, nach gefährdeten Sektoren bzw. Systemen gruppiert (Abbildung SPM.5)B.14: „Unter den aktuellen klimatischen Bedingungen wurden in Österreich bereits moderate klimabedingte Risiken beobachtet, welche sich laut Projektionen in Regionen mit steigenden Temperaturen verstärken und ausweiten werden.“ (Abbildung SPM.5)

Hitze und exponierte Personen in Österreich (Abbildung SPM.6)

- Hitze und exponierte Personen in Österreich (Abbildung SPM.6)B.15: „Steigende Temperaturen führen zu erhöhten Gesundheitsrisiken, insbesondere im städtischen Raum, und zu geringerer Arbeitsproduktivität.“ (Abbildung SPM.6)
- B.26: „Der Klimawandel führt zu Wettbewerbsnachteilen im österreichischen Tourismussektor, insbesondere bei Schnee- und Eissportarten.“
- B.30: „Die steigenden Kosten des Nicht-Handelns in Bezug auf den Klimawandel übertreffen bei Weitem die zur wirksamen Anpassung und Emissionsreduktion erforderlichen Investitionen.“

C. Welche Optionen stehen zur Vermeidung von Emissionen zur Verfügung? Potenziale, Kosten, Synergien und Zielkonflikte
Dieser Abschnitt der Zusammenfassung enthält 14 Kernaussagen. Folgend findet sich ein Auszug jener Aussagen:

Abschätzung der optimistischen und konservativen Potentiale der Emissionsreduktion bis zum Jahr 2040 (Abbildung SPM.7)

- Abschätzung der optimistischen und konservativen Potentiale der Emissionsreduktion bis zum Jahr 2040 (Abbildung SPM.7)C.2: „Elektrifizierung weist das höchste Netto-Emissionsreduktionspotenzial auf, wenn sie den Ausstieg aus fossilen Energieträgern sowohl bei der Wärmeerzeugung in Gebäuden als auch im Verkehrssektor (d. h. E-Mobilität) ermöglicht.“ (Abbildung SPM.7)
- C.3: „Der österreichische Industriesektor weist das zweithöchste Emissionsreduktionspotenzial auf, wobei innerhalb des Sektors die Stahlerzeugung als einer der Schlüsselbereiche, in dem beträchtliche Emissionsreduktionen möglich sind, hervorsticht. Ein Übergang zu Direktreduktionsverfahren auf der Basis von Methan (CH4) und Wasserstoff (H2) bietet das größte Emissionsreduktionspotenzial innerhalb des Industriesektors.“
- C.4: „Das Emissionsreduktionspotenzial verschiedener Maßnahmen im österreichischen Verkehrssektor liegt zwischen 0,8 und 8,5 Mio. t CO₂e pro Jahr, wobei der Umstieg auf E-Mobilität sowie technologische Verbesserungen bei PKWs und LKWs das größte Reduktionspotenzial aufweisen.“
- C.7: „Die Netto-Emissionen aus Landnutzung, Landnutzungsänderung und Forstwirtschaft (LULUCF) sind die Differenz aus Quellen und Senken in diesem Sektor. Die Senke (d. h. die landbasierte Kohlendioxidentnahme) kann durch Aufforstung, Reduktion der Biomasseernte und -nutzung sowie Ernährungsumstellungen gestärkt werden. Jedoch führt eine Steigerung der natürlichen Senkenleistung zu Zielkonflikten mit der Bereitstellung von Biomasse als Bau- und Brennstoff.“

Indikative Verknüpfungen zwischen Klimaschutzmaßnahmen und SDGs (Abbildung SPM.8)

- Indikative Verknüpfungen zwischen Klimaschutzmaßnahmen und SDGs (Abbildung SPM.8)C.9: „Klimaschutzmaßnahmen können – unabhängig vom wirtschaftlichen Sektor, in dem sie umgesetzt werden – zur Erreichung der Ziele für nachhaltige Entwicklung (SDGs) beitragen. Positive Nebeneffekte überwiegen vor allem bei Maßnahmen zur Reduktion des Energieverbrauchs und bei Maßnahmen, die Land- und Forstwirtschaft betreffen.“ (Abbildung SPM.8)
- C.10: „Klimaschutzmaßnahmen, die auf die Reduktion des Energiebedarfs und die Verlagerung des Energieverbrauchs abzielen, weisen die höchsten Synergien mit den SDGs auf, insbesondere mit SDG 7 (Bezahlbare und saubere Energie) und SDG 12 (Nachhaltige/r Konsum und Produktion).“

D. Wie kann Österreich die Emissionsreduktionsziele erreichen? Szenarien und Transformationspfade
Dieser Abschnitt der Zusammenfassung enthält 32 Kernaussagen. Folgend findet sich ein Auszug jener Aussagen:

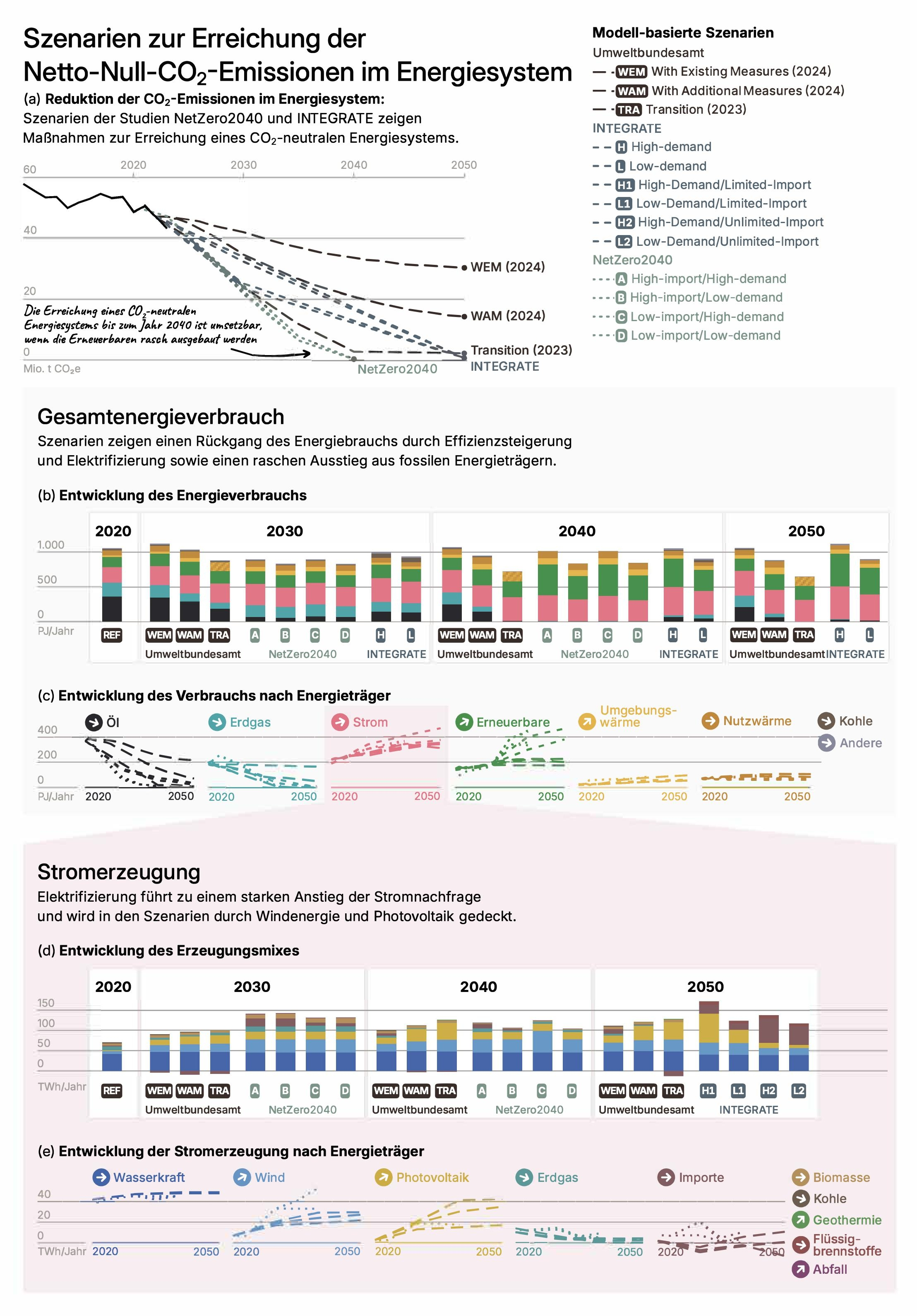
Indikative Verknüpfungen zwischen Klimaschutzmaßnahmen und SDGs (Abbildung SPM.9)

- Indikative Verknüpfungen zwischen Klimaschutzmaßnahmen und SDGs (Abbildung SPM.9)D.1: „Das Erreichen eines CO2-neutralen Energiesystems bis 2040 ist in Österreich machbar, wenn der Ausbau erneuerbarer Energien in einem beispiellosen Tempo vorangetrieben wird und gleichzeitig erhebliche Transformationen der institutionellen, regulatorischen und rechtlichen Rahmenbedingungen erfolgen. Sofortige Maßnahmen, die über die derzeitigenpolitischen Maßnahmen hinausgehen, sind dringend erforderlich, um die Trägheit in Schlüsselsektoren wie Energie, Industrie, Wohnen und Mobilität zu überwinden.“ (Abbildung SPM.9)
- D.7: „Alle Szenarien zeigen, dass es einen raschen Ausstieg aus fossilen Brennstoffen braucht, um Klimaneutralität zu erreichen. Deren Anteil am Bruttoinlandsverbrauch sinkt von 68 % im Jahr 2021 auf 2–3 % im Jahr 2040. Fossile Flüssigbrennstoffe und fossiles Methan werden teilweise durch unterschiedliche Mengen biogener oder synthetischer Brennstoffe ersetzt; in den Szenarien wird ein geringer Anteil fossiler Brennstoffe in Kombination mit Kohlendioxidabscheidung und -speicherung im Jahr 2040 verwendet (1,25–1,5 Mio. t CO2 pro Jahr, entspricht 5,7–6,7 TWh pro Jahr).“
- D.8: „Damit bis zum Jahr 2040 Netto-Null-CO2-Emissionen im Energiesystem erreicht werden können, sind zusätzliche jährliche Investitionen zwischen EUR2024 6,4 Milliarden und 11,2 Milliarden erforderlich, was 1,1 % bis 1,9 % des projizierten BIP im Jahresmittel entspricht (Schätzungen aus 2024). Diese Investitionen haben voraussichtlich deutlich positive Auswirkungen auf Beschäftigung, Einkommen und Wohlstand.“
- D.13: „Neue Technologien wie die direkte Abscheidung von Kohlendioxid aus der Luft mit anschließender Speicherung (Direct Air Carbon Capture and Storage, DACCS) oder Bioenergie mit Kohlendioxidabscheidung und -speicherung (Bioenergy with Carbon Capture and Storage, BECCS) sind kostspielig und die Potenziale hängen davon ab, ob der abgeschiedene Kohlenstoff eingespeichert werden kann.“
- D.16: „Die Wirksamkeit von Emissionsreduktionsmaßnahmen kann gesteigert werden, wenn diese in das umfassende Ziel eines klimafreundlichen Lebens eingebettet sind. Darunter wird ein gutes Leben für alle innerhalb der planetaren Grenzen verstanden. Auf diese Weise wird Klimaneutralität mit Klimaresilienz und weiteren sozioökonomischen und ökologischen Zielen verbunden.“
- D.24: „Klimafreundliche Transformationspfade integrieren Emissionsreduktions- und Anpassungsstrategien sowie Effizienz- und Suffizienzmaßnahmen. Diese Pfade stützen sich dabei auf Narrative, welche den Nutzen von Klimaschutzmaßnahmen im Alltag und die Kosten des Nicht-Handelns hervorheben.“

E. Welche Politikmaßnahmen können effektive und sozial ausgewogene Klima-Governance unterstützen? Institutionelle und gesellschaftliche Rahmenbedingungen
Dieser Abschnitt der Zusammenfassung enthält 22 Kernaussagen. Folgend findet sich ein Auszug jener Aussagen:
- E.1: „Um ein klimafreundliches Leben und Wohlergehen für alle zu erreichen, sind neue Produktions- und Bereitstellungssysteme sowie nachhaltige Infrastrukturen einschließlich eines CO2-neutralen Energiesystems erforderlich.“
- E.6: „Um die Klimaziele zu erreichen, ist ein ausgewogenes Maßnahmenpaket erforderlich, das Regulierung, Planungsinstrumente, wirtschaftliche Anreize und andere politische Instrumente wie Sensibilisierungs- und Informationskampagnen kombiniert.“

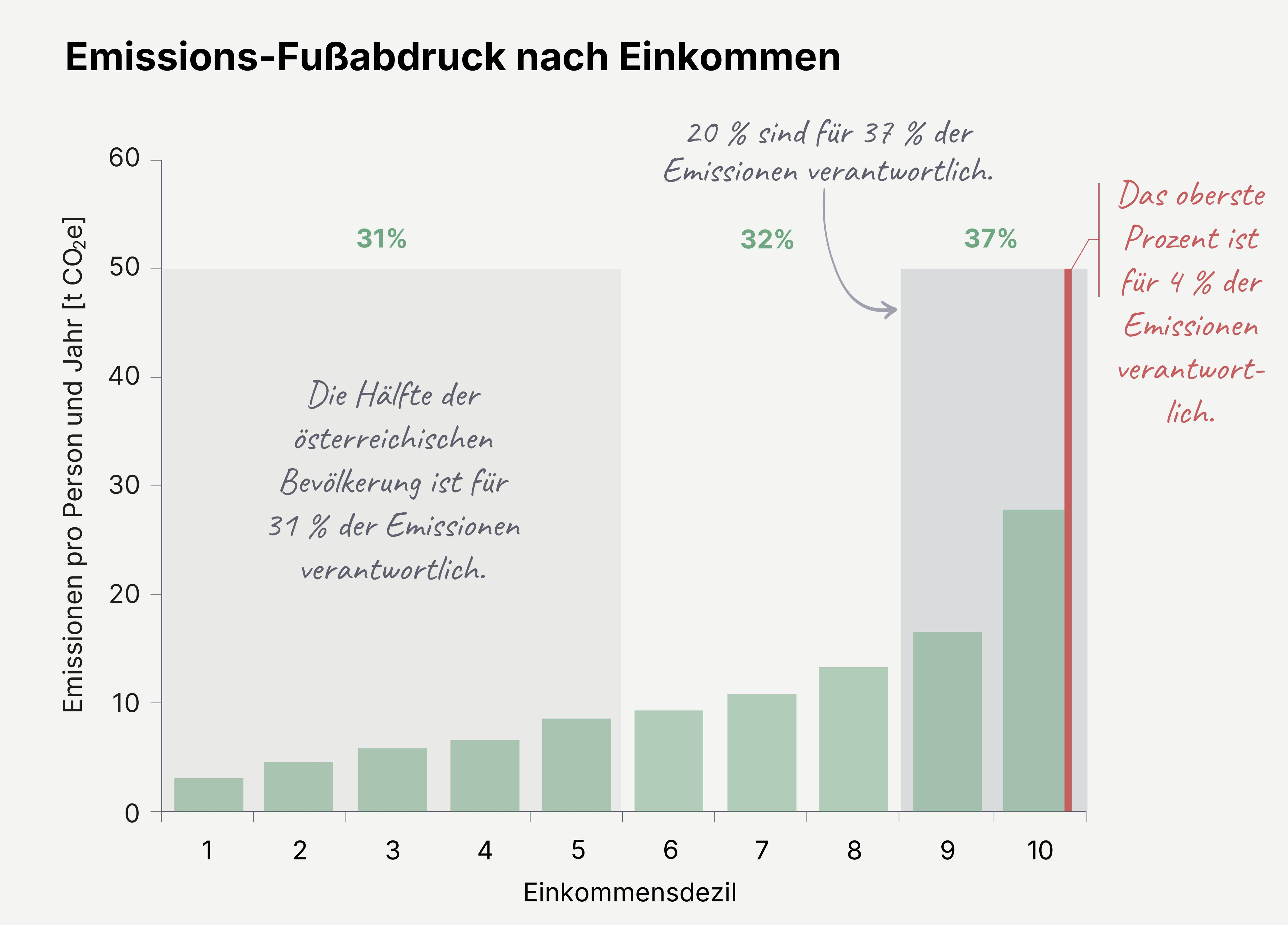
Pro-Kopf-Treibhausgasemissionen nach Dezilen der Haushaltseinkommen sowie Emissionen des höchsten Einkommensperzentils (Abbildung SPM.10)

- Pro-Kopf-Treibhausgasemissionen nach Dezilen der Haushaltseinkommen sowie Emissionen des höchsten Einkommensperzentils (Abbildung SPM.10)E.10: „Die Treibhausgasemissionen sind über die Haushaltseinkommen sehr ungleichmäßig verteilt.“ (Abbildung SPM.10)
- E.18: „Technologische Innovationen werden für das Erreichen der Klimaziele von entscheidender Bedeutung sein. Ein übermäßiges Vertrauen auf technologische Lösungen birgt jedoch die Gefahr, dass sie als Rechtfertigung für Untätigkeit und Verzögerung von Klimaschutzmaßnahmen benutzt werden.“
- E.20: „Instrumente der Umverteilungspolitik, Standards und Verbote für besonders umweltschädliche Aktivitäten sowie emissionsintensive Technologien können zu höherer Verteilungsgerechtigkeit beitragen.“
- E.22: „Die Transformation zur Klimaneutralität ist realisierbar und vorteilhaft. Die Zielerreichung erfordert jedoch einen klar definierten, langfristigen Dekarbonisierungspfad mit unmittelbaren und weitreichenden Maßnahmen in allen Sektoren. Ein solcher Pfad stellt eine breite gesellschaftliche Akzeptanz sicher und gleicht widerstrebende Interessen zwischen verschiedenen Akteuren aus. Dies gewährleistet einen gerechten und ausgewogenen Übergang für alle.“